# Spa Night
Spa Night is een Amerikaanse film uit 2016, geschreven en geregisseerd door Andrew Ahn. De film ging in wereldpremière op 24 januari op het Sundance Film Festival in de U.S. Dramatic Competition.

## Verhaal
David Cho is een Koreaans-Amerikaanse jongeman die bij zijn ouders woont in een hechte traditionele omgeving in Koreatown, Los Angeles. David werkt bij zijn ouders in hun restaurant maar wegens de slechte economie is het restaurant verplicht tot sluiting. Zijn moeder Soyoung vindt werk als serveerster maar zijn werkeloze vader geraakt in een neerwaartse spiraal en de spanning bouwt zich thuis op. Om zijn moeder te kalmeren beweert hij naar school te gaan maar gaat hij stiekem werken in een Koreaans kuuroord zodat de familie kan rondkomen. In de ondergrondse wereld van het kuuroord maakt hij kennis met homoseks, waarvan hij schrik heeft maar wat hem ook boeit. Als David zijn seksualiteit begint te verkennen moet hij zijn eigen gevoelens leren verzoenen met de dromen en verwachtingen van zijn familie.

## Rolverdeling
| Acteur         | Personage   |
| -------------- | ----------- |
| Joe Seo        | David Cho   |
| Haerry Kim     | Soyoung     |
| Youn Ho Cho    | Jin         |
| Tae Song       | Eddie       |
| Ho Young Chung | Spa-manager |
| Linda Han      | Mrs. Baek   |